# نورافکن

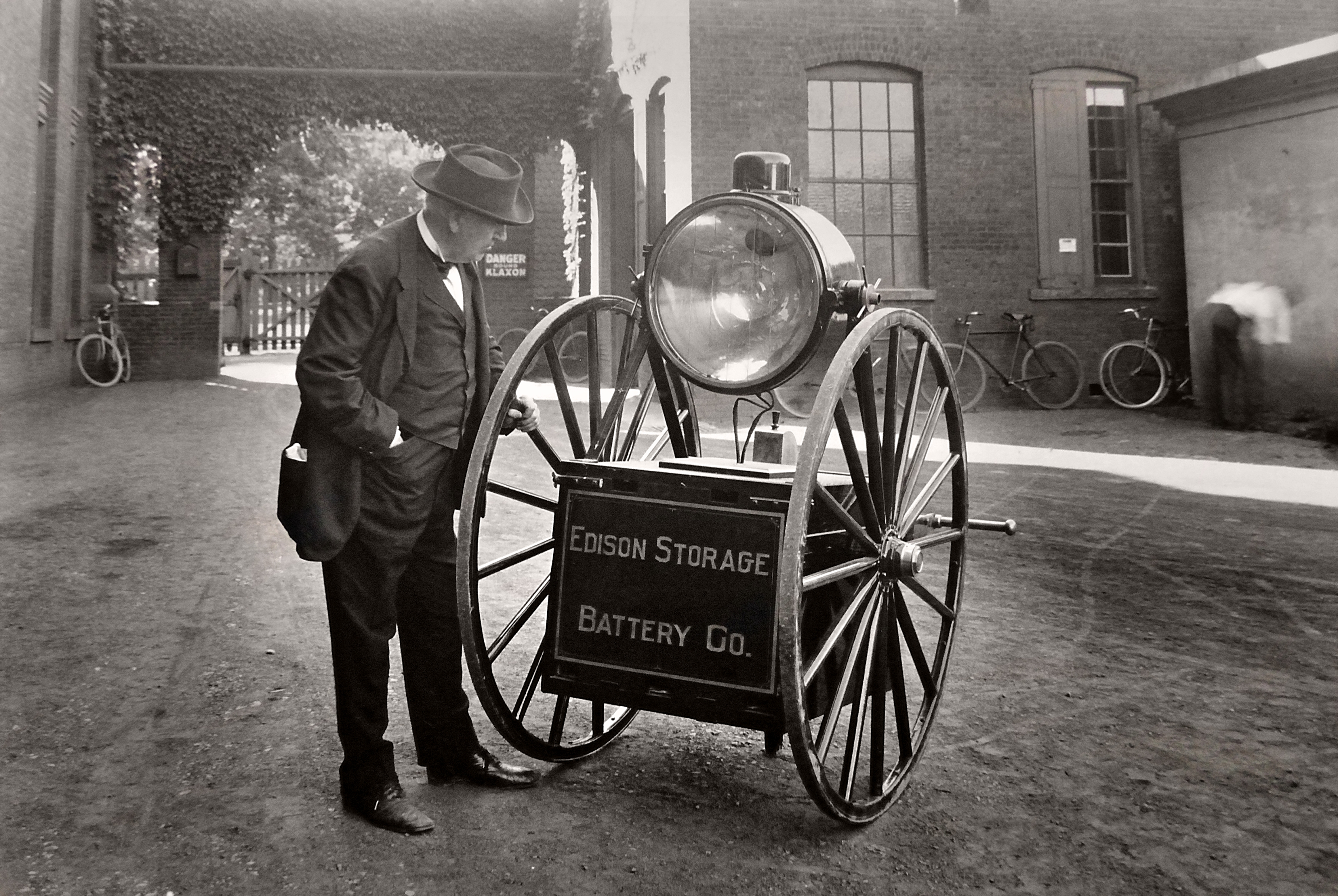
ارابهٔ نورافکن ادیسون

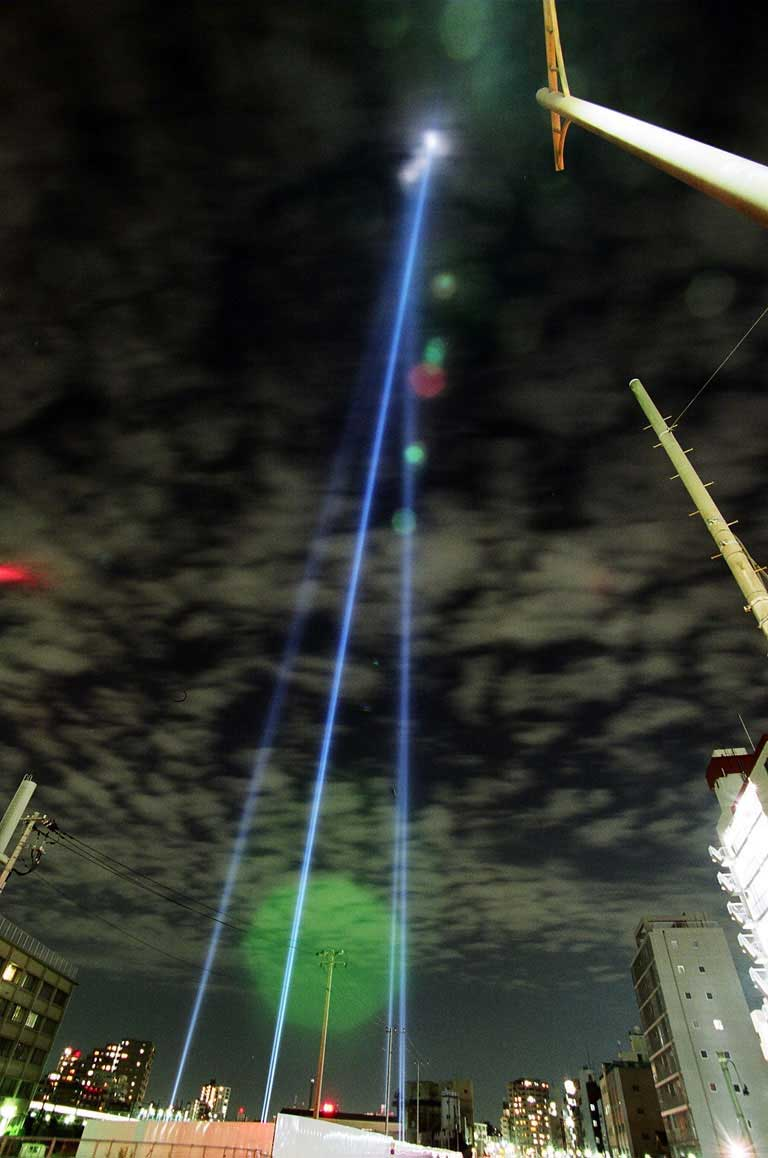
نورافکن‌هایی برای نمایش بلندای توکیو اسکای تری پیش از ساخت آن در سال ۲۰۰۷ میلادی

نورافکن نوعی چراغ با یک منعکس‌کنندهٔ قوس‌دار و یک لامپ در مرکز آن است که برای روشن‌کردن محوطه‌های بزرگ، تابلوهای تبلیغاتی و… استفاده می‌شود.
نورافکن یا چراغی که بر روی انواع هواگَرد، به‌ویژه بالگردها، برای شناسایی عوارض جوّی و موانع احتمالی کار گذاشته می‌شود را چراغ جست‌جو می‌گویند.

## اجزای اصلی
اجزای اصلی نورافکن عبارتند از:
- منعکس‌کننده (رفلکتور): باعث می‌شود نور تولیدشده توسط لامپ در یک جهت مشخص تابش یابد. منعکس‌کننده از جنس آلمینیوم و به صورت ورقی قوس‌دار ساخته می‌شود.
- سرپیچ: لامپ در نورافکن به سرپیچ متصل می‌شود. با توجه به دمای بالای داخل نورافکن جنس سرپیچ از چینی است و بسته به نوع و توان لامپ انواع مختلفی دارد.
- بدنه: سرپیچ، اتصالات و تجهیزات دیگر نورافکن در آن نصب می‌شوند.
- پایه: برای نصب نورافکن به تکیه‌گاه به کار می‌رود و سوراخ‌هایی برای پیچ‌کردن آن به دیوار دارد. همچنین پایه دارای پیچ‌های دیگری برای تنظیم جهت نورافکن هستند.
- جعبهٔ اتصالات: بالاست، استارتر، ترمینال اتصالات و تجهیزات مربوط به روشن‌کردن لامپ در این محفظه قرار می‌گیرند و سیم‌کشی مدار لامپ در آن دیده می‌شود.

## انواع
نورافکن‌ها را از نوع پخش نور به دو دستهٔ واگرا و همگرا تقسیم می‌کنند. نور نورافکن‌های واگرا از جلوی نورافکن تقریباً به تمام جهات پخش می‌شو اما نورافکن‌های همگرا می‌توانند از فاصلهٔ دور یک محل مشخص را روشن‌کنند، برای نمونه از آن‌ها در روشنایی روی سن در آمفی‌تئاترها استفاده می‌شود. به نورافکن‌های واگرا واید (به معنای پهن) و به نورافکن‌های هم‌گرا اسپات (به معنای نقطه‌ای) نیز می‌گویند.